# 幸信駅
幸信駅（ヘンシンえき）は、大韓民国京畿道高陽市徳陽区幸信洞にある、韓国鉄道公社（KORAIL）の駅である。
乗り入れている路線は、線路名称上は京義線1路線のみであるが、駅南側にKTX専用車両基地である高陽車両事業所があり、入・出庫する一部のKTXが京釜線・湖南線・全羅線方面へ旅客運行する。
その他に京義・中央線電車が当駅に停車する。京義・中央線の駅番号は「K320」。

## 駅構造
京義・中央線ホームは島式2面4線、KTXホームは島式1面2線の合計3面6線の地上駅で、京義・中央線ホームの真上に橋上駅舎を有する。KTXホームは駅舎と離れた場所にあり、跨道橋で結ばれている。

### のりば
KTXホームには案内上ののりば番号は設定されていない。
| 1    | ●京義・中央線 | 孔徳・龍山・徳沼・龍門方面                         |
| 2    | ●京義・中央線 | 新村・ソウル方面                                   |
| 3・4 | ●京義・中央線 | 大谷・一山・文山方面                               |
| KTX  | 京釜高速鉄道  | ソウル・大田・東大邱・釜山・馬山・浦項方面         |
| KTX  | 湖南高速鉄道  | 龍山・益山・光州松汀・木浦・順天・麗水エキスポ方面 |

## 利用状況
近年の一日平均利用人員推移は下記のとおり。なお、2009年は開業日の7月1日から12月31日までの184日間の平均である。
| 路線          | 路線     | 2009年 | 2010年 | 2011年 | 2012年 | 2013年 | 2014年 | 2015年 | 2016年 | 2017年 | 2018年 | 出典  |
| ------------- | -------- | ------ | ------ | ------ | ------ | ------ | ------ | ------ | ------ | ------ | ------ | ----- |
| ●京義・中央線 | 乗車人員 | 2,798  | 3,640  | 4,319  | 4,638  | 5,938  | 6,690  | 6,949  | 7,492  | 7,790  | 7,789  | [ 1 ] |
| ●京義・中央線 | 降車人員 | 2,629  | 3,311  | 3,938  | 4,255  | 5,468  | 6,214  | 6,614  | 7,146  | 7,474  | 7,466  | [ 1 ] |
| ●京義・中央線 | 乗降人員 | 5,427  | 6,951  | 8,257  | 8,893  | 11,406 | 12,904 | 13,563 | 14,638 | 15,264 | 15,255 | [ 1 ] |
| 路線          | 路線     | 2019年 | 出典   |        |        |        |        |        |        |        |        |       |
| ●京義・中央線 | 乗車人員 | 8,026  | [ 1 ]  |        |        |        |        |        |        |        |        |       |
| ●京義・中央線 | 降車人員 | 7,801  | [ 1 ]  |        |        |        |        |        |        |        |        |       |
| ●京義・中央線 | 乗降人員 | 15,827 | [ 1 ]  |        |        |        |        |        |        |        |        |       |

## 駅周辺
- 幸信2洞住民センター
- 幸信中学校
- 高陽龍峴初等学校
- 茂院中学校
- 茂院初等学校
- 幸信2洞聖堂
- 高陽市女性福祉会館
- 高陽車両事務所
- 国民銀行幸信駅支店
- 高陽幸信洞郵便局
- プラスエクスプレス幸信店

## 歴史
- 1996年4月1日 - 職員配置簡易駅として開業。
- 1997年
  - 2月20日 - 無配置簡易駅に降格。
  - 4月1日 - 乙種販売所を指定。
- 2004年
  - 4月1日 - KTXが運行開始し、当駅発着のKTX列車が1日4往復設定される。同時に職員配置簡易駅に昇格。
  - 7月15日 - ダイヤ改正により当駅発着のKTX列車が1日8往復に増便される。
- 2008年
  - 1月15日 - 無配置簡易駅に降格。
  - 2月10日 - 普通駅に再昇格。新駅舎に移動。
- 2009年7月1日 - 京義電鉄線運行開始。
- 2012年 - 全羅線直通系統1往復が設定され、1日25本に増便される。
- 2014年
  - 6月30日 - ダイヤ改正により当駅発着のKTX列車が1日30本に増便（下り3本、上り2本：京釜下り1、慶全・全羅線各1往復の5本）される。

## 隣の駅
韓国鉄道公社
京釜高速鉄道
KTX（高速線経由・亀浦経由・慶全線直通・東海線直通）
幸信駅 - ソウル駅
湖南高速鉄道
KTX（高速線経由・全羅線直通・西大田経由）
幸信駅 - ソウル駅(一部停車) - 龍山駅
●京義・中央線 
B急行・A急行・大谷急行
デジタルメディアシティ駅 (K316) - 幸信駅 (K320) - 大谷駅 (K322)
緩行
江梅駅 (K319) - 幸信駅 (K320) - 陵谷駅 (K321)